# Muddy (rivière)
Pour les articles homonymes, voir Muddy.
La rivière Muddy est une rivière qui coule au sud de l'État du Nevada, au sud-ouest des États-Unis. 

## Géographie
Elle prend sa source dans la Moapa Valley et se jette dans le Lac Mead.